# Palazzo Bricherasio di Fubine
Il Palazzo Bricherasio di Fubìne, talvolta indicato anche soltanto come il castello, è un edificio storico seicentesco della provincia di Alessandria appartenuto, a partire dal XIX secolo, al casato dei conti Cacherano di Bricherasio, un'estinta famiglia dell'antica nobiltà piemontese distintasi per onori militari, che vantò il titolo di viceré dei Savoia per alcuni dei suoi membri ma che si distinse anche per attività di filantropìa e mecenatismo.

## Storia

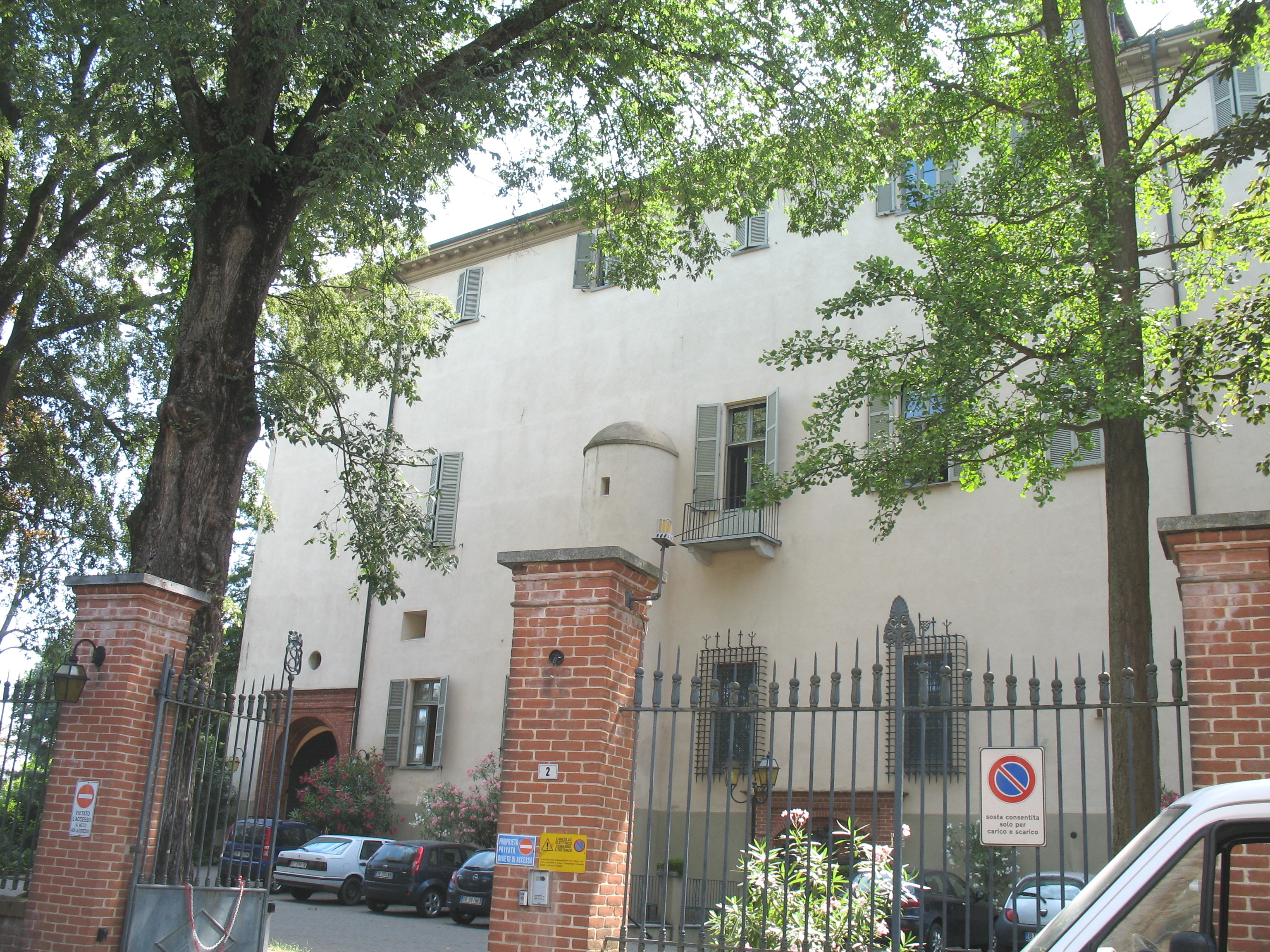
L'accesso a Palazzo Bricherasio

L'edificio sorge su un preesistente fabbricato di origine rinascimentale, già dimora del conte Vincenzo Natta di Baldesco, stabilitosi nell'area intorno alla metà del XVII secolo a seguito del suo infeudamento duramente contestato dagli abitanti di Fubine, ad opera del duca Carlo II di Gonzaga-Nevers. 
Una citazione dell'epoca descrive così l'edificio:
Nel corso dei secoli il maniero passò alla figlia del marchese Luigi Natta d'Alfiano, Cristina, e al suo consorte il conte Corrado Magnocavallo di Varengo che nel 1822 vendette la proprietà al conte Felice Cacherano di Bricherasio. Egli e, successivamente, il figlio Luigi lo rimaneggiarono nuovamente provvedendo anche a far convertire il «giardino all'italiana» in un parco romantico con l'annessa e ampia serra. Dal matrimonio del conte Luigi Cacherano di Bricherasio con Teresa Massel di Caresana nacquero Sofia ed Emanuele, che divennero presto personaggi di spicco della nobiltà torinese di inizio Novecento. Sofia fu allieva del celebre pittore piemontese Lorenzo Delleani e si dilettò come pittrice oltre che come mecenate e filantropa, facendo di Fubìne e della residenza torinese della famiglia uno dei più rinomati «salotti» culturali frequentato dal Delleani stesso ma anche dallo scultore Leonardo Bistolfi e dal capitano di Cavalleria Federico Caprilli, intimo amico della famiglia Bricherasio. 
Il fratello Emanuele si distinse invece per il suo intraprendente impegno nel nascente settore dell'industria automobilistica, figurando tra i soci fondatori della F.I.A.T., il cui atto costitutivo venne firmato proprio nella residenza torinese della famiglia Bricherasio, come raffigurato in un dipinto commissionato al Delleani stesso. 
La famiglia Bricherasio frequentò regolarmente questa residenza per lunghi periodi di villeggiatura e battute di caccia, anche dopo la prematura morte del padre Luigi; assidua fu la frequentazione di Delleani e di Federico Caprilli, che fu anche amico e compagno d'arme dello stesso Emanuele all'Accademia Militare di Modena. Fubìne come Miradolo, Uviglie e Palazzo Bricherasio a Torino, continuarono a essere fulcro di un vivace fermento culturale che coinvolse molti artisti e intellettuali del territorio piemontese a cavallo tra Ottocento e Novecento.
In seguito alla misteriosa scomparsa di Emanuele Bricherasio, morto improvvisamente ad Agliè nel 1904 a soli trentacinque anni, la primogenita Sofia e l'anziana madre fecero realizzare il monumento sepolcrale dell'amato fratello da Leonardo Bistolfi, ancora visitabile nella cripta della Cappella Bricherasio. 
Alla morte della madre Teresa, parte della struttura venne destinata ad asilo infantile in sua memoria; in seguito Sofia, ormai unica discendente senza eredi, frequentò sempre meno questa residenza ma, alla sua morte nel 1950, anche questo edificio venne incluso nel ricco lascito testamentario in favore della Piccola Opera della Divina Provvidenza di don Orione.
Restaurato sotto la guida della Sovrintendenza ai Monumenti del Piemonte, dal 1950 ospita una casa di riposo per anziani intitolata a Sofia Cacherano di Bricherasio.

## Caratteristiche

### L'edificio
Formato da un modulo principale contornato da altre costruzioni, tra cui due chiese e altri corpi di fabbrica riportanti lo stemma gentilizio della famiglia, è situato al limite del colle su cui si sviluppa il centro storico della cittadina della provincia di Alessandria. 

### Il parco
L'originaria impostazione di «giardino all'italiana» fu completamente rivista nei primi decenni dell'Ottocento in favore di un ampliamento e di una risistemazione tipicamente romantica con l'aggiunta di ulteriori specie botaniche esotiche conformemente alla moda tipica dell'epoca. 

### La Cappella Bricherasio

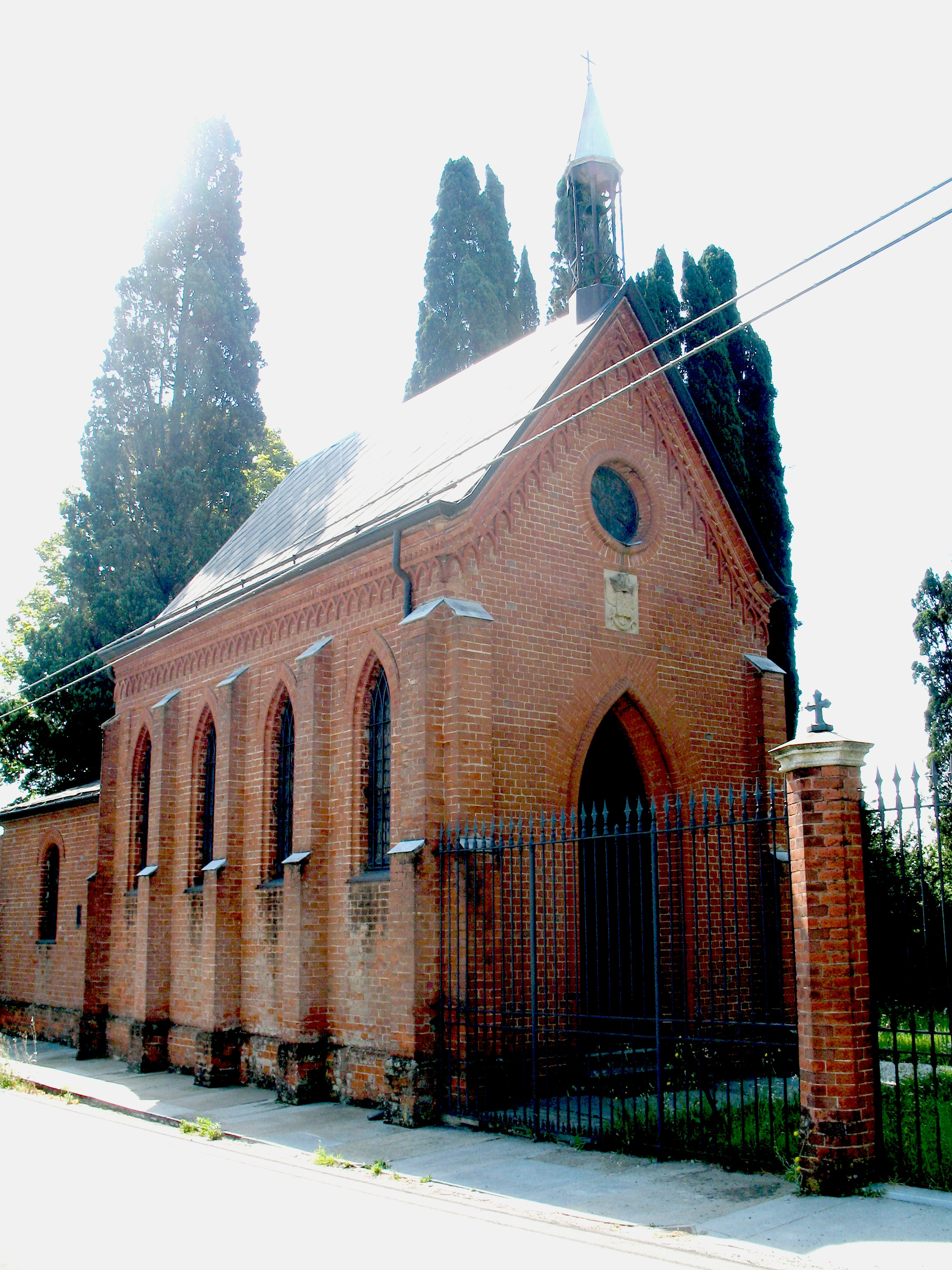
La Cappella Bricherasio

Di pertinenza dell'edificio vi è la Cappella Bricherasio, situata in località Cappuccini. Realizzata in stile neogotico, la cappella fu fatta erigere nella metà dell'Ottocento già dal padre di Emanuele e Sofia, il cavaliere Luigi Cacherano di Bricherasio morto prematuramente nel 1871 e ivi sepolto. Al piano terreno sono tumulati altri membri della famiglia comitale e di persone appartenenti ad altri casati nobiliari vicine ai Cacherano di Bricherasio, mentre la cripta ipogea ospita il monumento funebre di Emanuele Cacherano di Bricherasio realizzato dallo scultore monferrino Leonardo Bistolfi, nonché gli ultimi membri della famiglia tra cui la madre Teresa Massel di Caresana, la sorella Sofia e il fedele amico Federico Caprilli, celebre per essere stato caposcuola del rinnovamento nell'arte dell'equitazione.

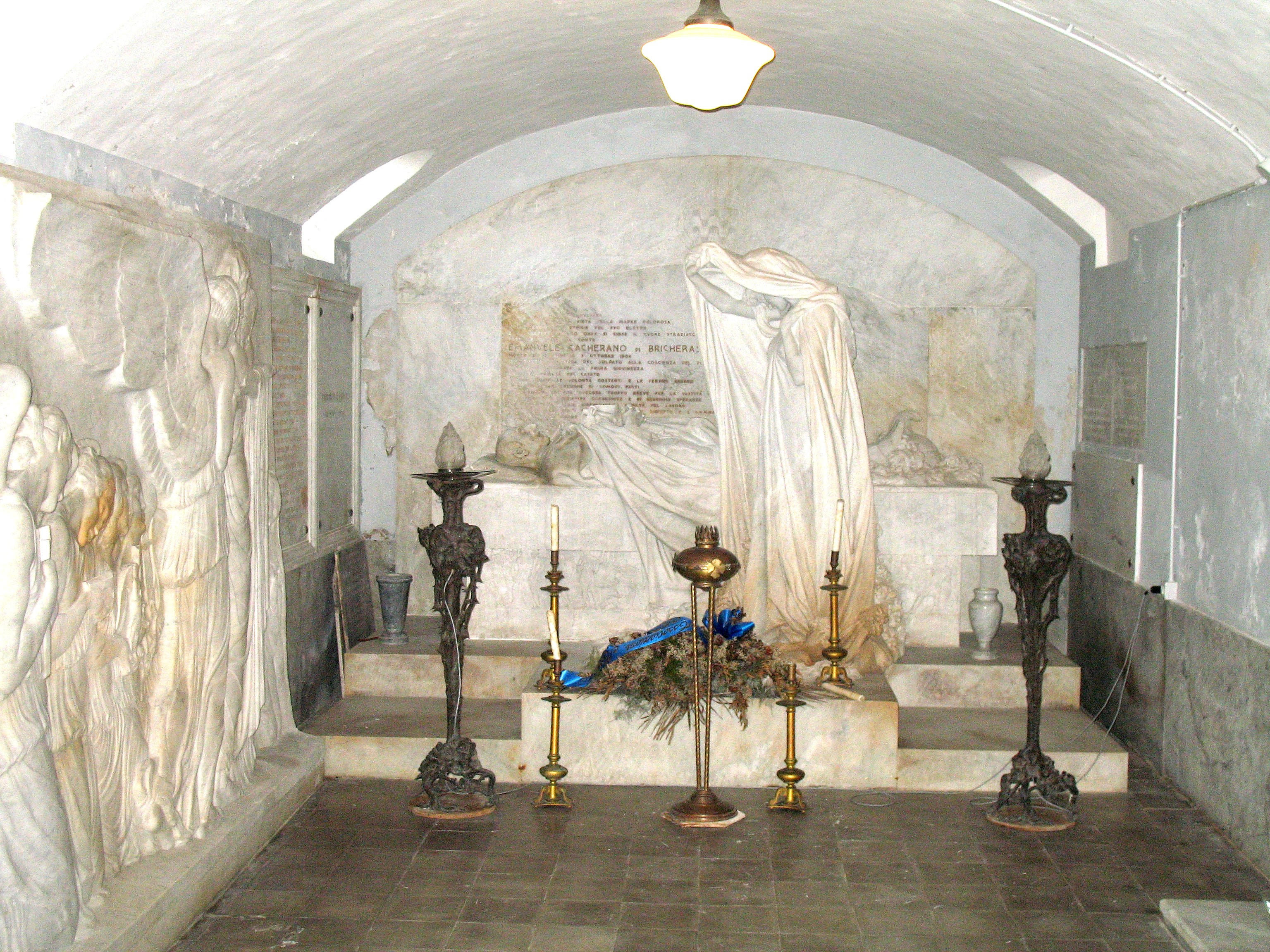
La cripta ipogea della Cappella Bricherasio

L'elemento di maggior interesse artistico è indubbiamente il monumento sepolcrale dedicato a Emanuele Cacherano di Bricherasio, raffigurato con estrema somiglianza e abbigliato della divisa del Reggimento della Reale Cavalleria. Egli, disteso nella quiete della morte, appare come vegliato pietosamente da un angelo a capo velato. L'epigrafe che sormonta il gruppo scultoreo cita i seguenti versi: 

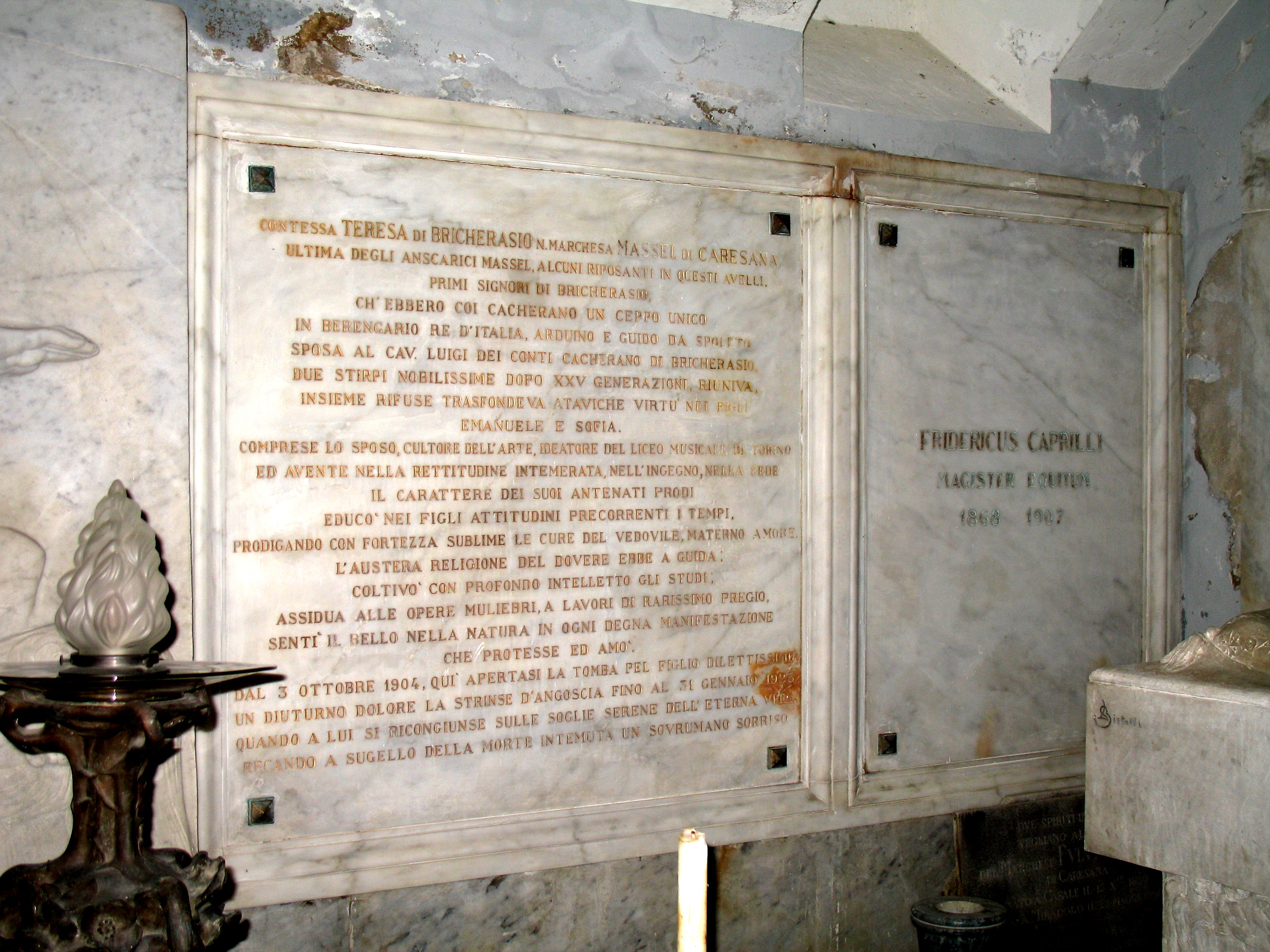
Le lapidi che ricordano la marchesa Teresa Massel di Caresana e il capitano Federico Caprilli

Degna di nota è anche la sequenza di bassorilievi, sempre scolpiti da Leonardo Bistolfi, per onorare la memoria della madre Teresa Massel di Caresana, scomparsa nel 1923. Questa seconda opera è un'ampia composizione nella quale si accampa la figura di un angelo dalle grandi ali.